# Nassington
Nassington es una localidad situada en North Northamptonshire, Inglaterra (Reino Unido). Tiene una población estimada, a mediados de 2019, de 875 habitantes.
Está ubicada al suroeste de la región Midlands del Este, cerca de la frontera con las regiones de Midlands del Oeste y Sudeste de Inglaterra, y de la ciudad de Northampton.